# Dan Karabin
Dan Karabin (Nitra, 18 febbraio 1955) è un ex lottatore cecoslovacco, specializzato nella lotta libera.

## Palmarès

### Olimpiadi
- 1 medaglia:
  - 1 bronzo (Mosca 1980 nei pesi welter)